# Sphenoptera baumi
Sphenoptera baumi es una especie de escarabajo del género Sphenoptera, familia Buprestidae. Fue descrita científicamente por Obenberger en 1928.

## Distribución
Habita en la región afrotropical.